# Крига Іван Антонович
Іва́н Анто́нович Кри́га (нар. 1 травня 1886, Київ — † 1967, Київ) — український актор, режисер, художник театру і драматург. Учасник режисерської лабораторії театру «Березіль».

## Життєпис

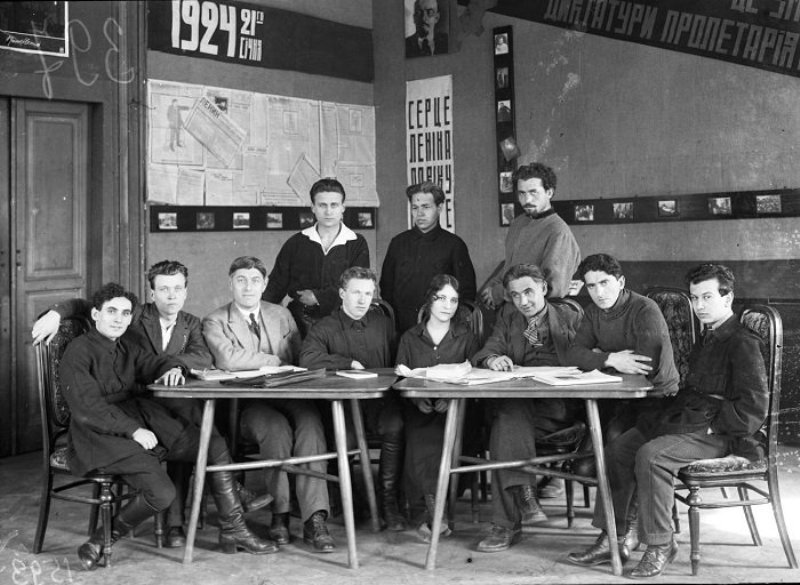
Режисерський штаб «Березілю», 1925 Сидять (зліва направо): Ханан Шмаїн, Я. Бортник, В. Василько, Б. Тягно, З. Пігулович, Л. Курбас, Ф. Лопатинський, Ю. Лішанський. Стоять: П. Кудрицький, Крига Іван Антонович, А. Ирій

За автобіографією Іван Антонович Крига народився 1 травня 1886 року в Києві.
Після закінчення двокласного училища в 1901 році закінчив живописно-ремісниче училище, а в 1902 році здобув атестат зрілості, одночасно навчаючись на вечірніх курсах при «Реальному училищі» у художників Петербурзької академії мистецтв.
З 1905 року жив у Єлисаветграді. Працював на будівництві майстром альфрейних робіт.
1914—1917 — служба в армії санітаром на госпітальному судні. Після демобілізації переїхав до Києва. В 1916—1919 навчався в студії художників та «Студії екранного мистецтва», одночасно працюючи художником у відділі пропаганди політвідділу Червоних військ.
1918—1921 — працює в Молодому театрі Леся Курбаса і в Першому театрі Української Радянської Республіки імені Шевченка.
1921 — працює режисером в театрі імені Гната Михайличенка.
1922—1925 — навчання в Академії мистецтв. Одночасно працює в театрі «Березіль» і керує самодіяльністю в штабі Авіації розвідувальної ескадрильї.
1926—1927 — художник і постановник в театрі ім. Заньковецької в Дніпропетровську.
1927 — працює в Харкові в міжрайонному робітничо-колгоспному театрі.
1928 здійснює окремі постановки в різних театрах України.
1936—1938 — працює в Києві старшим інспектором театрів при Київському обласному відділі мистецтв.
1939—1940 — працює художнім керівником в Осипенківському українському театрі.
1941 — виконувач обов'язків директора Темрюцького музею на Кубані.
1942—1944 — нічний сторож на Темрюцькому консервному заводі, завідувач букіністичним відділом комісійного магазину Київського муздрамтеатру (в евакуації).
З 1945 — працює в Будинку народної творчості Закарпатської України, в Центральному будинку художнього виховання дітей на посаді завідувача театрального відділу.
1947 року працює художнім керівником театру імені Островського в Кам'янці-Подільському.
Останні роки життя провів у Будинку ветеранів сцени.
Помер в 1967 році.
Його син Юлій в 1968 році передав архів Івана Антоновича в Центральний державний архів-музей літератури і мистецтва України (фонд № 32).

## Твори
- «Протигази» — п'єса
- «Сміло товариші — в ногу» — драматична повість
- «Наші сини і дочки» — п'єса
- «Мрії Марії» — п'єса
- «Подорож» — казка-п'єса
- «Осіння казка» — п'єса (переспів з Горлова)
- «Цар Горох» — музкомедія
- «Хан і його син» — оповідання